# Абакан
Абака́н (хак. Ағбан) — город в России. Столица Республики Хакасия. Город республиканского значения, образующий одноимённое муниципальное образование город Абакан со статусом городского округа, как единственный населённый пункт в его составе. Девяносто девятый по численности населения город России.
Является политическим, промышленным, финансовым, научным и культурным центром Республики Хакасия, в котором проживает около 35 % населения республики, расположено большое количество финансово-кредитных учреждений, а также учреждения образования и культуры.

## Этимология
Топоним от гидронима реки Абакан, в устье которой располагается поселение. В гидрониме выделяются два компонента:-аба и -кан. Первый, -аба, обычно объясняют происхождением из тюркского «аба» — отец, что могло иметь табуированное значение медведь. Иногда его интерпретируют как древний хакасский этноним. Высказывалось также предположение о возможной связи с иранским «аб» — вода. Второй компонент, -кан, представляет собой распространённый в топонимии Южной и Центральной Азии термин «кан» (-канг) — река. По оценке Е. М. Поспелова, неправильно отождествлять элемент -кан с эвенкийским суффиксом уменьшительности -кан, также широко представленным в гидронимии Сибири.

## История
Поселения близ устья реки Абакан известны с эпохи бронзы. Местные жители именовали эту возвышенность Ах-Тигей (белая макушка, оттого, что на данном месте стояли многочисленные берестяные юрты кочевников). У подножья горы Самохвал располагалась гуннская каменная крепость. В I веке до н. э., в 8 км вверх по реке для пленного китайского полководца был построен так называемый дворец Ли Лина.
В 1675 году на Сосновом острове, в устье реки Абакан, при впадении его в Енисей, была заложена первая русская крепость в Хакасии острог Абаканский. Это было первое крупное военно-инженерное сооружение на территории будущего города, зафиксированное в исторических документах. Абаканский острог со дня его основания стал административным центром на землях, населённых инородцами. В остроге разместилась Абаканская управительная контора, учреждение управления хакасами, жившими в Минусинской котловине.

Макет Абаканского острога 1707 года

С этой крепости начинается биография современного Абакана. Здесь, в этой крепости впервые зазвучало имя Абакан: казачий пост Абакан, острог Абакан.
Острог положил начало процессу освоения Минусинской котловины русскими, за ним потянулся ряд русских поселений. В 1706—1707 годах Пётр I издал три именных указа о сооружении нового острога на реке Абакан, в 1707 году на Енисее был возведён Абаканский острог, в 20 верстах от устья реки Абакан. 1707 год является годом вхождения Хакасии в состав России.
Рождение города неразрывно связано с процессом присоединения Хакасии к России.
На возвышенности Ах-Тигей издавна располагался древний хакасский аул, с появлением русских аулу дали название Усть-Абаканский. Коренные жители постепенно переходили от кочевой жизни к оседлой, начали заниматься земледелием, распахивали ближайшие земли, засевали зерновыми культурами. Улус стал расти, в 1823 году на картах Российской империи он значился как село Усть-Абаканское.
В 1822 году, в соответствии с сибирской административной государственной реформой управления инородцами хакасские земли были преобразованы в четыре степные думы: Кызыльскую, Качинскую, Койбальскую и Сагайскую, вошедшие в Минусинский уезд Енисейской губернии. Село Усть-Абаканское стало административным центром Качинской степной думы (инородной управы). В неё вошли 11 родов общей численностью скотоводцев и промышленников 8820 душ. Дума объединяла племена, живущие на большой территории между реками Абакан и Июс. В 1855 году Качинская степная дума была разделена на две инородные управы: Абаканскую с центром в селе Усть-Абаканском и Июсскую с центром в улусе вблизи озера Фыркал. В ходе этого деления к Абаканской управе было отнесено 65 улусов, в которых проживало 5788 душ.
В 1912 году Абаканская инородная управа была преобразована в Абаканскую волость, село Усть-Абаканское стало центром Абаканской волости.
4 ноября 1923 года Президиум ВЦИК принял декрет об образовании Хакасского уезда Енисейской губернии. Уезд выделялся в самостоятельную административную единицу и объединял территории бывших инородных управ. Уездным центром определялось село Усть-Абаканское.
25 мая 1925 года принимается постановление об образовании Сибирского края, Хакасский уезд был преобразован в округ, в состав которого вошли Аскизский, Боградский, Таштыпский, Чарковский и Чебаковские районы. Село Усть-Абаканское стало административным центром Хакасского округа. Была сделана попытка переименовать село в город Хакасск, но официального решения не последовало. В документах тех лет село значится, как город Хакасск, село Усть-Абаканское, станция Абакан.
В 1930 году Сибирский край был разделён на два края: Западно-Сибирский с центром в Новосибирске и Восточно-Сибирский с центром в Иркутске. 20 октября 1930 года Хакасский округ преобразован в Хакасскую автономную область, входящую в состав Западно-Сибирского края. Село Усть-Абаканское стало областным центром, 30 апреля 1931 года переименовано в город областного подчинения Абакан. Численность населения на дату образования города составляла 10,7 тыс. человек.
После реорганизации Западно-Сибирского края, 7 декабря 1934 года Хакасская автономная область вошла в состав Красноярского края.
В начале лета 1969 года произошло крупнейшее в истории города наводнение. Было затоплено около 90 % городской территории. Поскольку город расположен в пределах затапливаемой поймы, в целях защиты города от наводнений в 1973 и 1982 годах были сооружены дамбы по периметру города со стороны рек Абакан и Енисей.
29 апреля 1981 года город Абакан был награждён орденом «Знак Почёта».
До 1991 года Абакан был административным центром Хакасской автономной области в составе Красноярского края. В июле 1991 года, после преобразования области в республику, город Абакан получил статус столицы Республики Хакасия.
14 октября 2019 года, занимавший пост мэра Абакана с мая 1995 года Николай Булакин погиб в автокатастрофе недалеко от города Минусинска. 22 декабря состоялись досрочные выборы главы города, на пост которого претендовало 4 человека. Победу одержал Алексей Лёмин, срок полномочий которого истекает в сентябре 2029 года.
В настоящее время город Абакан имеет статус городского округа, является столицей Республики Хакасии. Площадь территории города составляет 112,4 км² (0,2 % территории республики).
Запланировано присоединение около 13 км² территории, расположенной к северу от города.

## Физико-географическая характеристика

### Географическое положение
Город расположен в устье реки Абакан, впадающей в Енисей, в 3390 км к востоку от Москвы. Расстояние до города Красноярска 271 км, до Минусинска 17 км по прямой, до Черногорска 15 км по прямой, до Кызыла 301 км по прямой. Абакан находится на юге Сибири, в самом центре азиатского материка, примерно на одной параллели с Магнитогорском, Минском и Гамбургом. Город расположен в центре Минусинской котловины, а сама котловина — это огромная чаша, гранями которой служат на западе горы Кузнецкого Алатау, на юге и востоке скальные образования Западного Саяна, а на севере хребты Восточного Саяна. С юга на север котловину пересекает могучая водная артерия Енисей. В самом центре котловины с юго-западной стороны в Енисей впадает река Абакан. В месте их слияния непосредственно расположен город.

### Рельеф
Находится в центральной части Минусинской котловины, на высоте 250 м над уровнем моря.

Панорама Абакана с горы Самохвал

### Часовой пояс
Абакан находится в часовой зоне МСК+4. Смещение применяемого времени относительно UTC составляет +7:00.
В соответствии с применяемым временем и географической долготой средний солнечный полдень в Абакане наступает в 12:54.

### Климат
Резко континентальный климат. Зима является продолжительной и умеренно суровой. Лето тёплое, с редкими периодами жаркой погоды. Весна приходит во второй декаде апреля, а зима приходит в последней декаде октября. Температура воздуха также смягчается благодаря водам рек Абакан, Ташебы и Енисей. В отдельные годы снег возможен в июне и августе, в горах в июле, заморозки могут быть практически в любом месяце. Межсезонья короткие, холодные. Большие суточные перепады.
- Среднегодовая температура воздуха: +1,4 °C.
- Относительная влажность воздуха: 69 %.
- Средняя скорость ветра: 2,2 м/с.

| Показатель                    | Янв.  | Фев. | Март | Апр. | Май  | Июнь | Июль | Авг. | Сен. | Окт. | Нояб. | Дек.  | Год   |
| ----------------------------- | ----- | ---- | ---- | ---- | ---- | ---- | ---- | ---- | ---- | ---- | ----- | ----- | ----- |
| Абсолютный максимум, °C       | 2     | 7    | 20   | 26   | 33   | 37   | 38   | 32   | 31   | 22   | 16    | 3     | 38    |
| Средний суточный максимум, °C | −13   | −9   | 1    | 9    | 18   | 23   | 26   | 23   | 16   | 6    | −5    | −13   | 7     |
| Средняя температура, °C       | −18,4 | −16  | −6,2 | 3,5  | 11,4 | 17,5 | 19,9 | 16,8 | 10   | 3    | −7,9  | −15,6 | 1,4   |
| Средний суточный минимум, °C  | −22   | −21  | −10  | −3   | 5    | 11   | 13   | 11   | 4    | −2   | −12   | −20   | −3    |
| Абсолютный минимум, °C        | −40   | −38  | −32  | −22  | −7   | −2   | 6    | 1    | −7   | −20  | −32   | −42   | −42   |
| Норма осадков, мм             | 7,6   | 5,7  | 3,9  | 11,2 | 28,8 | 58   | 67,7 | 58,2 | 35   | 17,5 | 9,8   | 7,9   | 311,2 |
| Источник: Weatherbase         |       |      |      |      |      |      |      |      |      |      |       |       |       |

## Население
| 1926     | 1931     | 1933     | 1939     | 1959     | 1962     | 1967     | 1970     | 1975     | 1979     | 1982     |
| -------- | -------- | -------- | -------- | -------- | -------- | -------- | -------- | -------- | -------- | -------- |
| 3000     | ↗7688    | ↗13 500  | ↗36 652  | ↗56 416  | ↗63 000  | ↗78 000  | ↗90 136  | ↗118 000 | ↗128 311 | ↗140 000 |
| 1985     | 1987     | 1989     | 1990     | 1991     | 1992     | 1993     | 1994     | 1995     | 1996     | 1997     |
| ↗145 000 | ↗151 000 | ↗154 092 | ↗156 000 | ↗157 000 | ↗158 000 | →158 000 | ↗159 000 | ↗160 000 | ↗162 000 | ↗166 000 |
| 1998     | 1999     | 2000     | 2001     | 2002     | 2003     | 2004     | 2005     | 2006     | 2007     | 2008     |
| ↗167 000 | ↗169 000 | ↗169 200 | ↘167 900 | ↘165 197 | ↗165 200 | ↘164 600 | ↗164 700 | ↘164 000 | ↘163 100 | ↗163 200 |
| 2009     | 2010     | 2011     | 2012     | 2013     | 2014     | 2015     | 2016     | 2017     | 2018     | 2019     |
| ↗163 362 | ↗165 214 | ↘165 200 | ↗167 562 | ↗169 760 | ↗173 205 | ↗176 212 | ↗179 163 | ↗181 709 | ↗184 168 | ↗186 201 |
| 2020     | 2021     | 2023     | 2024     | 2025     |          |          |          |          |          |          |
| ↗186 797 | ↘184 769 | ↗185 348 | ↗185 804 | ↘184 284 |          |          |          |          |          |          |

На 1 января 2025 года по численности населения город находился на 100-м месте из 1124 городов Российской Федерации. Численность населения Абакана продолжает расти, в том числе за счёт жителей Норильска, приобретающих жильё в городе.

## Местное самоуправление

Администрация города Абакана

Структуру органов местного самоуправления в городе Абакане составляют:
- совет депутатов города Абакана — представительный орган муниципального образования;
- глава города Абакана — глава муниципального образования
- администрация города Абакана — исполнительно-распорядительный орган муниципального образования
- ревизионная комиссия муниципального образования город Абакан — контрольно-счётный орган муниципального образования.

Совет депутатов
Совет состоит из 28 депутатов. Депутаты избираются в одномандатных округах и по партийным спискам. Выборы депутатов VI созыва проходили в единый день голосования 2018 года.
| Партия             | Число депутатов | Число депутатов | Результат |
| Партия             | По округам      | По спискам      | Результат |
| ------------------ | --------------- | --------------- | --------- |
| Единая Россия      | 11              | 5 (28,83 %)     | 16        |
| КПРФ               | 2               | 3 (23,97 %)     | 5         |
| ЛДПР               | 0               | 3 (22,19 %)     | 3         |
| Партия Пенсионеров | 0               | 1 (7,11 %)      | 1         |
| СРЗП               | 0               | 1 (6,93 %)      | 1         |
| Коммунисты России  | 0               | 1 (6,83 %)      | 1         |
| Самовыдвиженцы     | 1               | ---             | 1         |
|                    | 14              | 14              | 28        |

Глава города (глава муниципального образования)
- Лёмин Алексей Викторович

Председатель совета депутатов
- Тупикин Альберт Юрьевич

Премия имени Н. Г. Булакина
В 2021 году учреждена ежегодная премия города Абакана имени Н. Г. Булакина за выдающиеся заслуги и достижения в развитии города. Премия включает денежную часть в размере двухсот тысяч рублей и диплом.

## Экономика

### Промышленность
Имеется производство стройматериалов, завод крупнопанельного домостроения и др.
Предприятия лёгкой (обувная фабрика ПАО «Саян-обувь») и пищевой промышленности (пивзавод ПАО «Аян», Абаканский мясокомбинат ООО «Мавр», производства полуфабрикатов).

### Энергетика
Имеющаяся в городе Абаканская ТЭЦ обеспечивает горячим водоснабжением и техническим паром потребителей города.
21 декабря 2015 года открыта крупнейшая в Сибири солнечная электростанция. Абаканская СЭС выдает мощность в 5,2 МВт, это покрывает 1/30 часть потребностей города в электричестве. На станции установлены более 20 тысяч солнечных модулей, а её площадь составляет 18 га. Более чем на 55 % станция построена на оборудовании российского производства.

## Транспорт Абакана

### Железнодорожный

Железнодорожный вокзал

В городе проходит Южно-Сибирская магистраль. На территории города находится ряд станций (главная Абакан, а также Мостоотряд, Городок МПС, Питомник). Железнодорожным транспортом (Красноярская железная дорога) Абакан связан с Москвой, Красноярском, Новокузнецком, Барнаулом. Также существует пригородное сообщение с Бискамжой и Кошурниково. До 2010 года существовал электропоезд Красноярск — Абакан, время в пути которого составляло 9,5 часов, но он был отменён. По состоянию на июнь 2025 года в ходу четыре поезда дальнего сообщения: ежедневный до Красноярска (время в пути 11 часов 40 минут), ежедневный до Москвы (один день через Ачинск, другой день через Барнаул), а также до Иркутска (в ходу через день).

### Автомобильный
Расстояние от Красноярска до Абакана по автотрассе 410 км (Время в пути: 6:53). Через Абакан идёт федеральная автодорога Р257 «Енисей». Кроме того, в Абакане берёт своё начало региональная автодорога 95К-002 Абакан — Ак-Довурак.

### Воздушный транспорт
Свой авиаотряд появился в Абакане в 1938 году. До 1955 года самолётный парк состоял из фанерных бипланов По-2, которые легко взлетали с грунтовой полосы. В 1957 году на аэродроме появились первые гражданские вертолёты Ми-1 и Ми-4. В 1970-е годы произошло техническое обновление взлётно-посадочной полосы и авиапарка, расширена география полётов: Красноярск, Новосибирск, Алма-Ата, Ташкент. 30 декабря 1980 года началось регулярное сообщение с Москвой на авиалайнерах Ту-154. В настоящее время из Абакана самолёты летают в Москву (ежедневно), Санкт-Петербург, Норильск, Новосибирск, Екатеринбург, Красноярск (ежедневно), Сочи, Анталью (Турция).

### Городской транспорт
Перевозки осуществляются муниципальными, коммерческими и служебными автобусами и троллейбусами.
| Индикатор                                                | Показатель           |
| -------------------------------------------------------- | -------------------- |
| Число маршрутов автобусов (во внутригородском сообщении) | 37 (из них 8 дачных) |
| Число маршрутов троллейбусов                             | 11                   |

## Культура
Абакан — культурный центр Хакасии.
В нём действуют:

Хакасский национальный краеведческий музей им. Л. Р. Кызласова

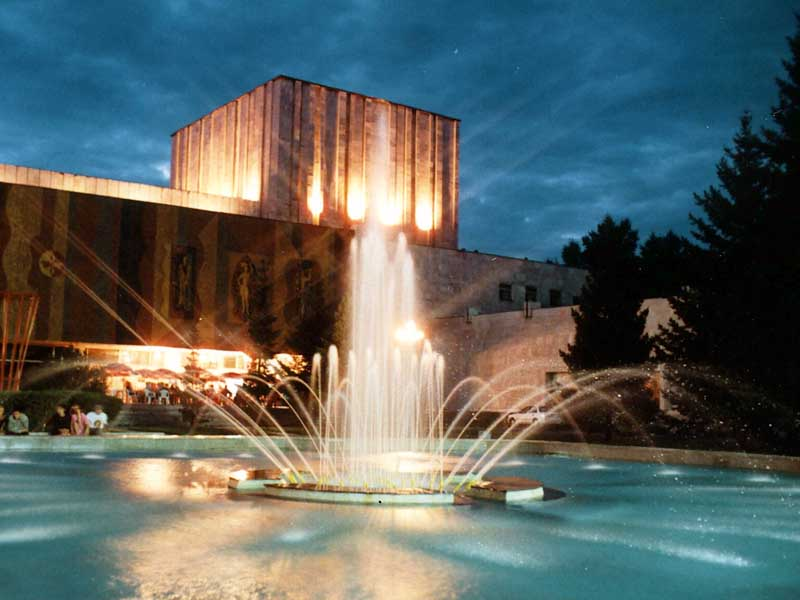
Фонтан перед драматическим театром

- Абаканская централизованная библиотечная система, объединяющая 15 библиотек, расположенных в разных районах города,
- Хакасский национальный краеведческий музей им. Л. Р. Кызласова[15],
- Хакасская республиканская филармония имени В. Г. Чаптыкова (основана в 1989 году),
- центр культуры и народного творчества им. С. П. Кадышева,
- дом культуры железнодорожников,
- городской центр культуры «Победа»,
- Абаканский дворец молодёжи,
- Абаканская картинная галерея им. Ф. Е. Пронских,
- Детская художественная школа имени Д. И. Каратанова
- культурно-досуговый центр «Южный»,
- Абаканский академический театр имени М. Ю. Лермонтова,
- Хакасский драматический театр имени А. М. Топанова,
- Хакасский национальный театр кукол «Сказка»,
- Хакасский театр драмы и этнической музыки «Читiген»[77] (действует с 1988 года),
- культурно-досуговый центр «Красный Абакан» (открыт 27 июня 2014 года)
- культурно-досуговый центр «Заречье», открытый в 2018 году[78].
- детская музыкальная школа № 1 им. А. А. Кенеля.

## Наука и образование
- Хакасский научно-исследовательский институт истории, языка и литературы (ХакНИИЯЛИ),
- Хакасский государственный университет им. Н. Ф. Катанова (ХГУ) с колледжами[79]:
  - сельскохозяйственным,
  - медицинским,
  - педагогическим,
  - музыкальным,
- Хакасский технический институт (ХТИ) — филиал Сибирского федерального университета (СФУ),
- Хакасский институт развития образования и повышения квалификации,
- Хакасский политехнический колледж,
- Хакасский колледж профессиональных технологий, экономики и сервиса.
- Специальное учебно-воспитательное учреждение закрытого типа. Открыто в 2003 году[80]

## Религия
Традиционные верования народов Сибири
- Культ предков.
- Шаманизм — хакасский шаманизм.
- Восточная натурфилософия.

Православие
Абакан — центр Абаканской епархии Русской православной церкви. В городе расположен кафедральный Спасо-Преображенский собор (1999—2005). Помимо него, в Абакане действуют храмы епархии: собор Николая Чудотворца (построен в 1859 году), церкви Покрова Богородицы (1990-е годы), Константина и Елены (1998—2007), равноапостольного князя Владимира (начало 2000-х годов), Святителей Московских (1997), Серафима Саровского (2000-е), Распято-Голгофская (2015), Сергия Радонежского (1990-е), часовня Иконы Божией матери «Знамение» (2003—2004).
Ислам
- Местная мусульманская религиозная организация «Махалля» существует с середины 1990-х годов. Строительство мечети «Ал-Куддус» было начато в 2011 году, однако, в 2015 году было приостановлено. Такое решение было принято администрацией, в связи с тем, что религиозная организация «Махалля» предоставила проектную документацию, содержащую в себе значительное количество[81]. В 2019 году строительство мечети было одобрено, и вскоре она была открыта для свободного доступа

Буддизм
- Местная религиозная организация Буддийская община «Замбала» г. Абакана. Она входит в централизованную религиозную организацию «Буддийская традиционная Сангха России».

Католицизм
Хотя первые католики появились в Абакане в XIX в., до начала 1990-х годов в городе не существовало приходской общины. В 1956 году после освобождения политических узников ГУЛАГа Абакан посетило несколько священников литовского происхождения. В начале 1960-х годов в городе некоторое время жил и работал на одном из заводов иезуит Уолтер Чишек, отбывавший заключение в 1946—1955 годах в Норильлаге.
В 1992 году, по приглашению местного немецкого общества Абакан посетил епископ Иосиф Верт. С 1993 года в католической общине Абакана несут пастырское служение монахи из конгрегации кларетинцев. Католическая община города, зарегистрированная в июле 1994 года и насчитывающая несколько десятков верующих, в большинстве своём потомков ссыльных украинцев, белорусов, поляков и немцев, проводила богослужения до 2013 года на квартире. С 1998 до 2012 годы в католическом приходе служили настоятели из Ачинска. В 2012 году настоятелем назначен священник отец Радослав Кварчиньский, в 2013 году в Абакане открыт первый католический костёл.
В апреле 1994 года Абакан включён в состав Красноярского деканата, объединяющего Красноярский край, Хакасию и Тыву. С 1999 по 2002 годы католический приход относился к Апостольской администратуре Восточной Сибири, которая в 2002 году была преобразована в епархию Святого Иосифа с центром в Иркутске.
Протестантизм
- Приходы немецкой Лютеранской церкви.
- Церковь евангельских христиан баптистов (МСЦ ЕХБ).
- Местная религиозная организация «Церковь прославления» христиан веры евангельской (пятидесятников).

Свидетели Иеговы
- община ведёт свою деятельность с начала 1980-х годов.

## Средства массовой информации
Телевидение
Собственная телестудия открылась в столице Хакасии 8 февраля 1959 года. В настоящее время это филиал ВГТРК, так называемая ГТРК «Хакасия», работающая на частотах телеканалов «Россия 1» и «Россия 24».
С середины 1996 года осуществляется деятельность муниципального телевидения АБАКАН 24.
В 1997 году независимые журналисты из Саяногорска (частная телерадиокомпания «Юг Сибири») создали новый телеканал «ТВ-7».
1 ноября 2010 года появляется ещё одна региональная телесеть, вещающая как на русском, так и на хакасском языке — «РТС» (21-я кнопка кабельного ТВ).
На сегодняшний момент в городском эфире также присутствуют бесплатные мультиплексы российского цифрового телевидения (20 федеральных каналов).
Радио
В настоящее время в городе работают следующие радиостанции:
| - 71,06 УКВ — Радио Абакан 24 - 87,5 МГц — FM-кавер-радио Шоколад - 89,4 МГц — Радио Дача - 89,8 МГц — Юмор FM - 90,6 МГц — Радио Искатель - 91,0 МГц — Радио России / ГТРК Хакасия - 91,5 МГц — Хакасия FM МЕГА Радио - 92,0 МГц — Радио Вера - 92,9 МГц — Радио Маяк - 95,6 МГц — Вести FM - 98,0 МГц — Радио Родных Дорог - 100,5 МГц — Love Radio | - 100,9 МГц — Comedy Radio - 101,3 МГц — Дорожное радио - 101,7 МГц — DFM - 102,2 МГц — Русское радио - 103,7 МГц — Радио Сибирь - 104,2 МГц — Европа Плюс - 104,7 МГц — Авторадио - 105,3 МГц — Радио Комсомольская правда - 105,7 МГц — Радио Шансон - 106,2 МГц — Новое радио - 106,7 МГц — Ретро FM - 107,5 МГц — Радио 7 на семи холмах |

Газеты и журналы
Республиканские газеты: «Хакас чирі» (Хакасская земля) на хакасском языке, «Хакасия» на русском. Кроме того, выходят «Правда Хакасии» (КПРФ), городская газета «Абакан» и ряд частных периодических изданий («Пятница», «Шанс», «Рекламный курьер» и др.).

## Связь

### Мобильная связь
В Абакане действуют сети сотовой связи следующих мобильных операторов:
- Билайн (ПАО «Вымпел-Коммуникации»)
- МТС
- Ростелеком
- Tele2
- Мегафон
- Yota

### Интернет-провайдеры
- Билайн (ПАО «Вымпел-Коммуникации»)
- Ростелеком
- ТТК
- МТС
- Альфател плюс
- Speedinet
- Flynet телеком
- Сибирский Медведь
- Орион Телеком
- РесурсТранзит

## Спорт
В Абакане с 1926 года действует один из старейших в России Хакасский республиканский ипподром, где проводятся республиканские, общероссийские и международные соревнования по различным видам конного спорта.
В городе широко распространён студенческий спорт, в особенности, лёгкая атлетика, волейбол, баскетбол, настольный теннис. Кроме того, в Абакане базируются профессиональный клуб по хоккею с мячом «Саяны-Хакасия» и любительский клуб по хоккею с шайбой «Кристалл». Сегодня в городе действует клуб айкидо-айкикай «Самурай», имеются свои команды по кик-боксингу и вольной борьбе. Построен спорткомплекс им. Н. Г. Булакина с плавательным бассейном и атлетическим манежем. Он по праву носит звание лучшего спорткомплекса на территории Хакасии, проводит всероссийские и межрегиональные соревнования, является основным местом для тренировок городских команд по различным видам спорта. В 2019 году спорткомплекс на II национальном конкурсе «Арена», проведённом Российской ассоциацией спортивных сооружений, был признан лучшим в России среди многофункциональных спортивных сооружений страны.
8 апреля 2015 года министром обороны РФ Сергеем Шойгу в Абакане была открыта единственная в Сибири детско-юношеская спортивная школа ЦСКА. В школе дети занимаются шестью видами спорта: бокс, дзюдо, волейбол, лыжные гонки, вольная и греко-римская борьба.

## Архитектура и достопримечательности

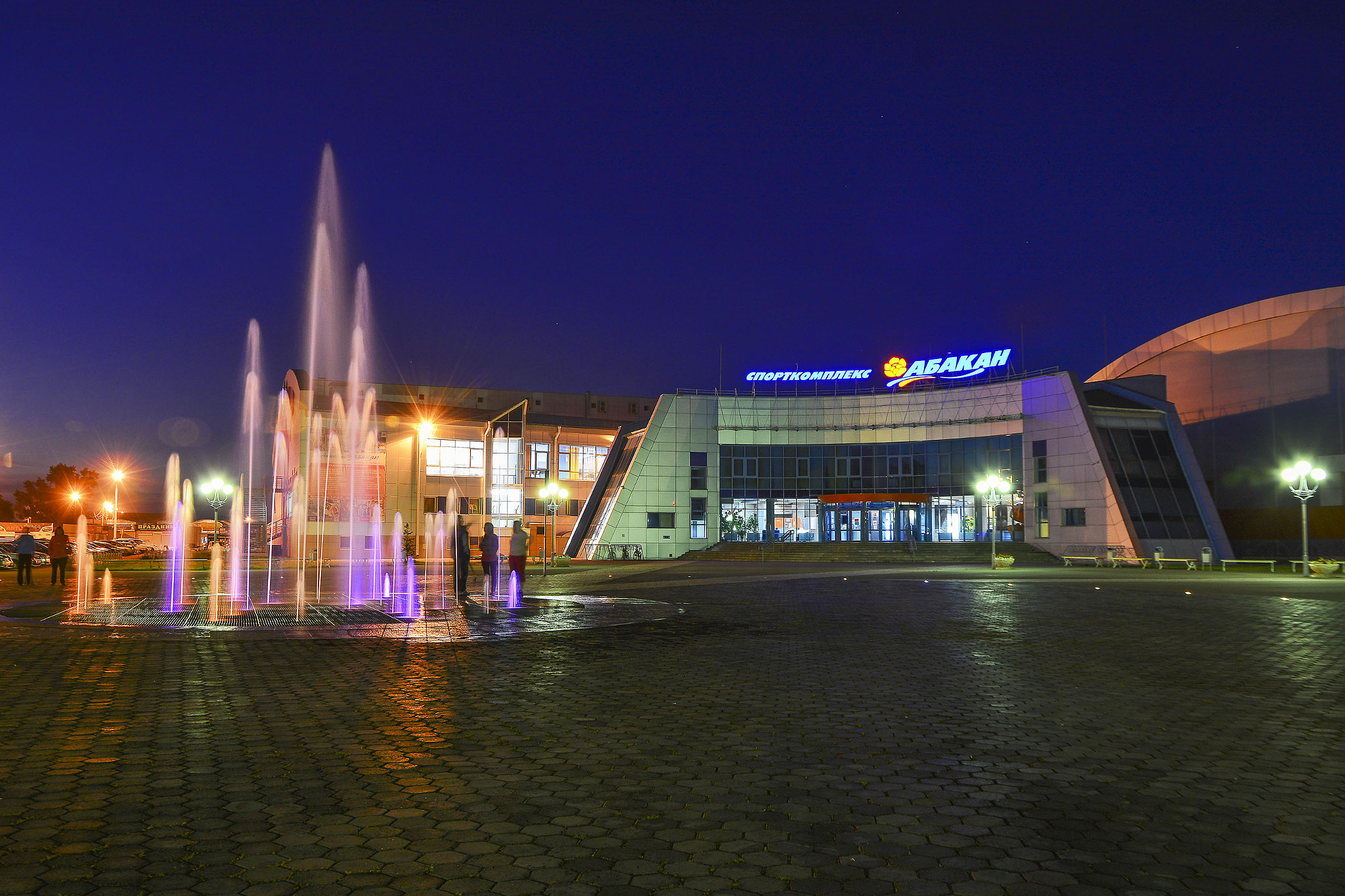
Музыкальный фонтан у зоны отдыха (2016)

Планировка города преимущественно прямоугольная, на юге города большие массивы одноэтажной деревянной застройки, северная часть города застроена многоэтажными домами. Зелёные насаждения занимают до 1/3 территории города.
Среди достопримечательностей Абакана:
- на въезде в город стоит символ Абакана — стела «Лора»,
- в октябре 2006 г. открыт памятник ликвидаторам аварии на Чернобыльской АЭС,
- памятник А. С. Пушкину открыт в 2007 году в городском сквере, между улицами Хакасской и Пушкина, где в 2008 году были установлены скульптурные композиции героев пушкинских сказок[85],
- мемориал воинской славы с Вечным огнём открыт в 1975 году (скульпторы Ю. Г. Поммер и М. Л. Сковородин, архитектор Н. А. Ковальчук)[15],
- мемориал трудовой славы со стелой и барельефами,
- городские парки «Преображенский», «Черногорский», «Комсомольский» и «Орлёнок» (с аттракционами для детей)
- архитектурно-парковый комплекс «Добрый ангел мира» (с фонтанами), парки топиарного искусства «Сады мечты / Сад вдохновения»,
- зоопарк,
- в 2013 году открыт памятник олимпийскому чемпиону Ивану Ярыгину и фонтан в форме олимпийских колец рядом с ним,
- в 2016 году был официально открыт музейно-культурный центр Хакасии[86],
- сквер строителей с центральной композицией деревом «Город-сад», символизирующим процветание городов, открыт в ноябре 2018 года[87].

## День города
Впервые день города был проведён в Абакане весной 1959 года. Затем праздник плодов и цветов регулярно проводился силами горожан в предпоследнюю субботу августа в 1988—2019 гг.. С 2023 года день городской общественности проходит в первую субботу августа.